# فلوریان آبل (بازیکن فوتبال)
فلوریان آبل (انگلیسی: Florian Abel؛ زادهٔ ۱۴ اوت ۱۹۸۹) بازیکن فوتبال اهل آلمان است.
از باشگاه‌هایی که در آن بازی کرده‌است می‌توان به باشگاه فوتبال اوردینگن ۰۵ و باشگاه فوتبال آلمانیا آخن اشاره کرد.